# Eupithecia pengata
Eupithecia pengata là một loài bướm đêm trong họ Geometridae.